# Adauto Iglesias
Adauto Iglesias Fernández (* 28. Oktober 1928 in Mieres, Spanien; † 12. September 1991 in Sydney, Australien) war ein spanischer Fußballtormann und -trainer. Er spielte in den späten 1940er und den 1950er Jahren in Spanien, wo er als Adauto bekannt war, für Celta Vigo und Real Madrid. Nach seiner Auswanderung nach Australien gewann er in den 1960er Jahren in Sydney als Spieler und Trainer mit dem Verein APIA Leichhardt die Staatsliga von Neusüdwales.

## Leben
Adauto Iglesias wurde als ältester von drei Brüdern in der asturischen Kleinstadt Mieres in Nordspanien geboren. Sein Vater war Fabrikarbeiter, seine Mutter führte eine Metzgerei. Er begann mit dem Fußballspielen am Colegio de los Hermanos de la Salle in seiner Heimatstadt. Zunächst war er Mittelstürmer. Nachdem einer seiner Schüsse die Brille eines Mönchs zerbrochen hatte, wurde er zwischen die Torpfosten gesteckt, was ihm schließlich ganz gut gefiel.
Als 13-Jähriger begann er auf Vereinsebene bei Unión de Mieres  das Tor zu warten. Fünf Jahre später wurde er Teil von Caudal Deportivo, einer lokalen Mannschaft, die 1946 in die dritte nationale Liga aufgestiegen war.
Sein Talent wurde erkannt, und ein Jahr später wurde er von Real Madrid verpflichtet, einer respektablen Mannschaft, die in den frühen 1930er Jahren zwei nationale Meisterschaften gewonnen hatte und seither vier Siege im Copa del Generalissimo, dem nationalen Pokalwettbewerb, verbuchen konnte. Allerdings konnte er sich als Torwart nicht durchsetzen. Im ersten Jahr war er Reserve hinter José Bañón und im zweiten hinter Juan Alonso, so dass er in dieser Zeit nur zu acht Ligaspielen kam.
Im Jahr 1950 wurde er an AD Plus Ultra, die seinerzeitige Quasi-Reservemannschaft von Real Madrid, die in der zweiten Liga spielte, weitergereicht. Sie setzten ihn in 20 Ligaspielen ein.
Er kehrte für zwei weitere Jahre zu Real Madrid zurück und kam nur noch in einem weiteren Spiel der Primera División zum Einsatz. In der Saison 1952–53 hatte er einen neuen Konkurrenten um die Nummer zwei hinter dem Stammtorwart, Cosme, der achtmal für Alonso einsprang, seine einzigen Spiele für den Verein in seinen drei Jahren dort, während Adauto nicht mehr berücksichtigt wurde.
Eine offizielle Website von Real Madrid lobte Adauto für seine Positionsspiel und sein allgemeines Talent, aber die Anwesenheit von zwei großen Torhütern der Vereinsgeschichte, Bañón und Alonso, habe eine größere Karriere im Verein verhindert. Es heißt dort sogar, dass er als „einer der besten Torhüter in der Geschichte des Vereins“ angesehen wurde.
Am Ende der Saison 1952–53 wurde er zu Celta de Vigo transferiert, wo er die nächsten 4 Spielzeiten verbrachte. Bei Celta war er in seiner ersten Saison Stammtorhüter des Vereins. In den folgenden drei Spielzeiten wurde er nur noch in etwa der Hälfte der Spiele des Vereins eingesetzt. Als Grund dafür werden disziplinarische Probleme angesehen.
Er beendete seine Karriere in Spanien beim asturischen Kleinstadtverein La Felguera Siderúrgica CP, wo er die Saison 1957–58 in der zweiten Liga spielte. Adauto spielte in 29 der 34 Ligaspiele des Vereins. Am Ende der Saison belegte der Verein den letzten Platz in der Tabelle, und damit endeten die fünf glorreichsten Jahre des Vereins – und Adauto beendete seine Karriere als Fußballer, zumindest dachte er das damals.

### Ruhestand in Australien
1961 wanderte Iglesias nach Australien aus und ließ sich in Sydney nieder. Dort schloss er sich dem NSW-Staatsligisten APIA Leichhardt an, der im nach dem deutschen Erforscher des australischen Outbacks Ludwig Leichhardt benannten Stadtteil in Sydneys inneren Westen beheimatet ist, und 1964 und 1965 die Meisterschaften gewann; eine nationale Meisterschaft gab es damals noch nicht. Er gehörte zu Apias Mannschaft, die 1964 die den Titel holte. In jenem Jahr bestritt er auch ein Spiel für die australische Nationalmannschaft, als diese in Melbourne mit 1:5 gegen den englischen Club Everton FC verlor. Nach einer Verletzung wurde er durch John Roberts ersetzt, der zu beeindrucken wusste und den Job behalten durfte. Roberts wurde 1965 australischer Nationaltorhüter und machte danach sogar in England Karriere.
Anfang Januar 1967 wurde Iglesias zum Trainer von APIA Leichhardt ernannt und löste damit den ehemaligen australischen und APIA-Kapitän Joe Marston ab. Der Verein wurde in diesem Jahr Erster in der Liga verlor aber wie 1966 das Grand Final gegen den Vizemeister, in diesem Fall mit 5:2 gegen St. George Budapest. 1968 wurde Apia nur Dritter. Auch 1969 begann nicht gut und am 10. März wurde er durch den Österreicher Walter Tamandl ersetzt, der das Team auf den zweiten Platz und zum Sieg im Grand Final führte.
Nach seinem Tod am 12. September 1991 wurde in der St. Fiacre's Church in Leichhardt ein Requiem für ihn abgehalten. Seine sterblichen Überreste wurden auf dem Botany Cemetery beigesetzt.